# Stéphane Graou
Pour les articles homonymes, voir Graou.
Pas d'image ? Cliquez ici

a Compétitions nationales et continentales officielles uniquement.

b Matchs officiels uniquement.
Stéphane Graou, né le 1er mai 1966 à Auch, est un joueur de rugby à XV, qui a joué avec l'équipe de France, le FC Auch dont il a été le capitaine et l'US Colomiers, évoluant au poste de pilier gauche (1,78 m pour 108 kg).
Son fils Paul Graou est également joueur de rugby, en tant que demi de mêlée.

## Carrière de joueur

### En club
- FC Auch
- US Colomiers

Le 30 janvier 1999, il joue avec l'US Colomiers la finale de la Coupe d'Europe au Lansdowne Road de Dublin face à l'Ulster mais les Columérins s'inclinent 21 à 6 face aux Irlandais.
Il a disputé dix matchs de coupe d'Europe et sept matchs de Challenge européen de 1997 à 2001.

### En équipe nationale
Il a disputé son premier test match le 14 novembre 1992, contre l'équipe d'Argentine, son dernier test match fut contre l'équipe de Nouvelle-Zélande, le 18 novembre 1995.

## Palmarès
Avec le FC Auch
- Coupe André Moga :
  - Finaliste (1) : 1993

Avec l’US Colomiers
- Challenge européen :
  - Vainqueur (1) : 1998
- Coupe d'Europe :
  - Finaliste (1) : 1999
- Championnat de France de première division :
  - Vice-champion (1) : 2000

### En équipe nationale
- Sélectionné en équipe de France universitaire
- Sélections en équipe nationale : 8
- Sélections par année : 1 en 1992, 4 en 1993, 3 en 1995.